# Gullegem Koerse 1966
De 18e editie van de Belgische wielerwedstrijd Gullegem Koerse werd verreden op 7 juni 1966. De start en finish vonden plaats in Gullegem. De winnaar was Georges Delvael, gevolgd door Leon Gevaert en Georges Vandenberghe.

## Wedstrijdverloop
Er verschijnen 61 renners aan de start in Gullegem. Tijdens de wedstrijd kampen Henri De Wolf en Walter Godefroot met materiaalpech, waardoor Walter moet opgeven. Na 45 kilometer volgt een eerste succesvolle ontsnapping. Victor Van De Wiele rijdt weg en wordt niet veel later ingehaald door Norbert Meeuws en Erik Verstraete. De drie renners kunnen een voorsprong uitbouwen van 20 min en behouden deze voor 50 km. Het peloton kan de vluchters opnieuw grijpen. In de finale vallen Georges Van Coningsloo, Jaak De Boever en Roland Van De Rijse onsuccesvol aan. Waarna Georges Delvael de massasprint wint.

## Uitslag
| Gullegem Koerse 1966 |                      |                            |      |
| Plaats               | Naam                 | Ploeg                      | Tijd |
| Winnaar              | Georges Delvael      | Solo-Superia               |      |
| 2                    | Leon Gevaert         | Flandria                   |      |
| 3                    | Georges Vandenberghe | Romeo-Smith's-Plume Sport  |      |
| 4                    | Noël Foré            | Romeo-Smith's-Plume Sport  |      |
| 5                    | Roger De Wilde       | Libertas                   |      |
| 6                    | Etienne Vercauteren  | Mann-Grundig               |      |
| 7                    | Benoni Beheyt        | Wiel's-Gancia-Groene Leeuw |      |
| 8                    | Donaat Himpe         | Solo-Superia               |      |
| 9                    | Ludo Vandromme       | Mann-Grundig               |      |
| 10                   | Robert De Middeleir  | Libertas                   |      |

## Galerij

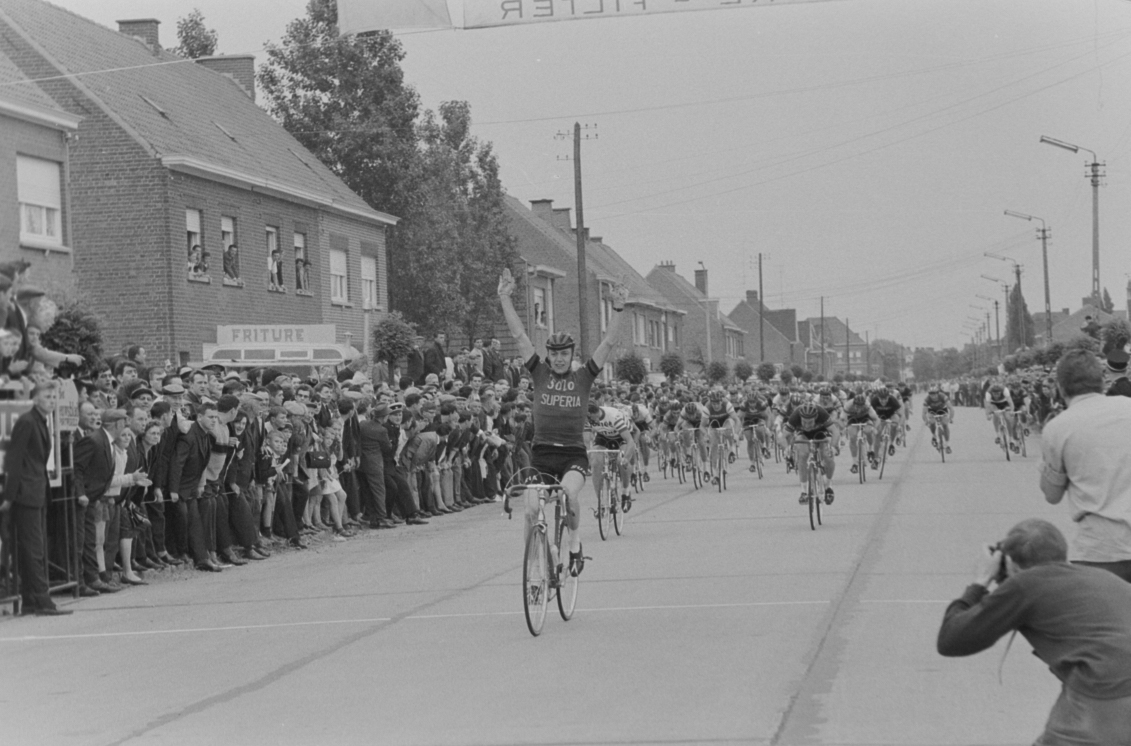
Georges Delvael wint de massasprint.
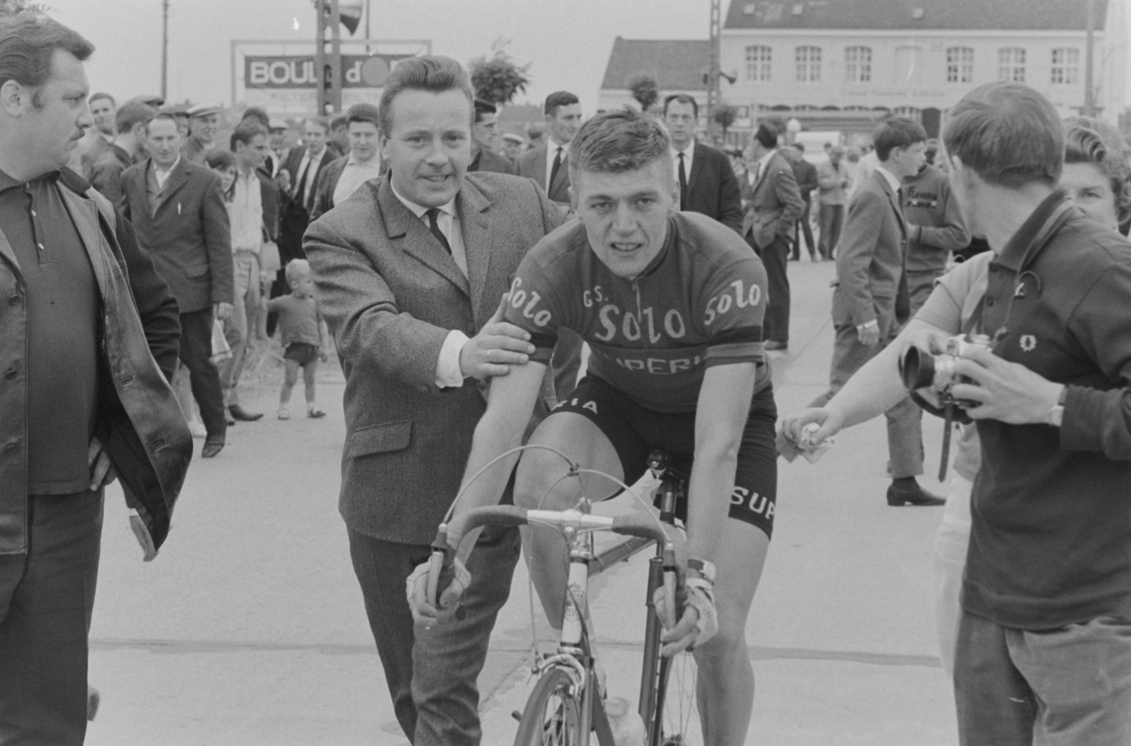
Georges Delvael wordt gefeliciteerd na zijn aankomst.
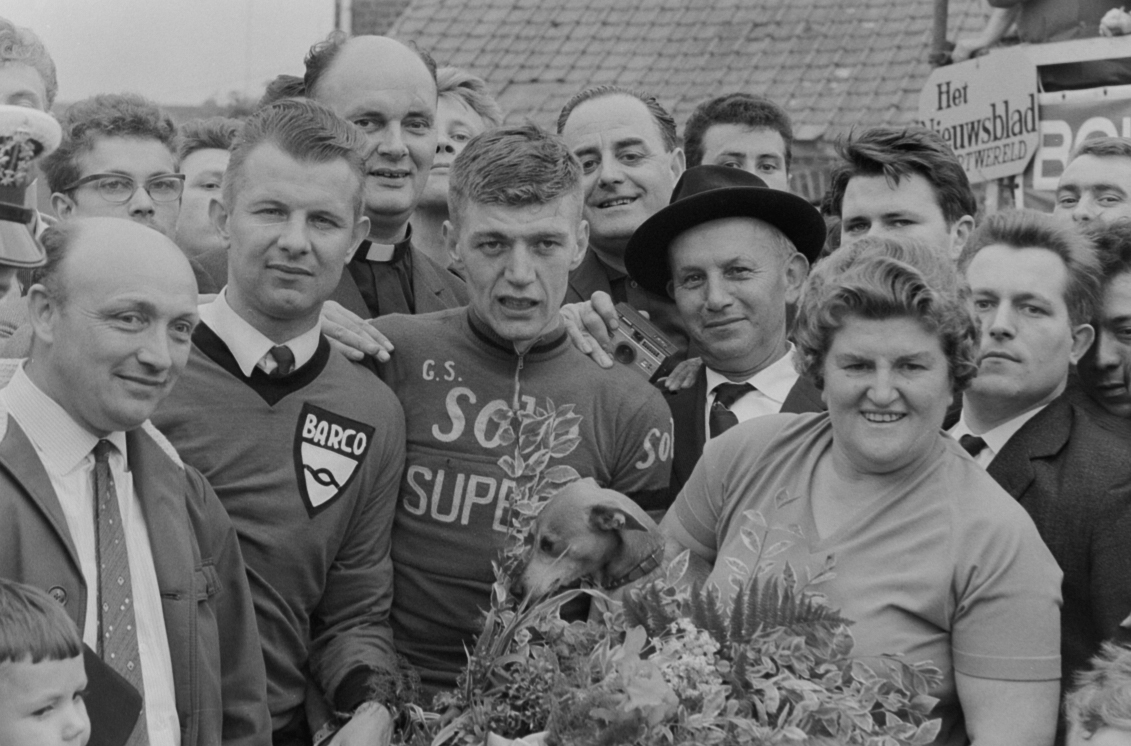
Na zijn overwinning poseert Georges met supporters en omstaanders.
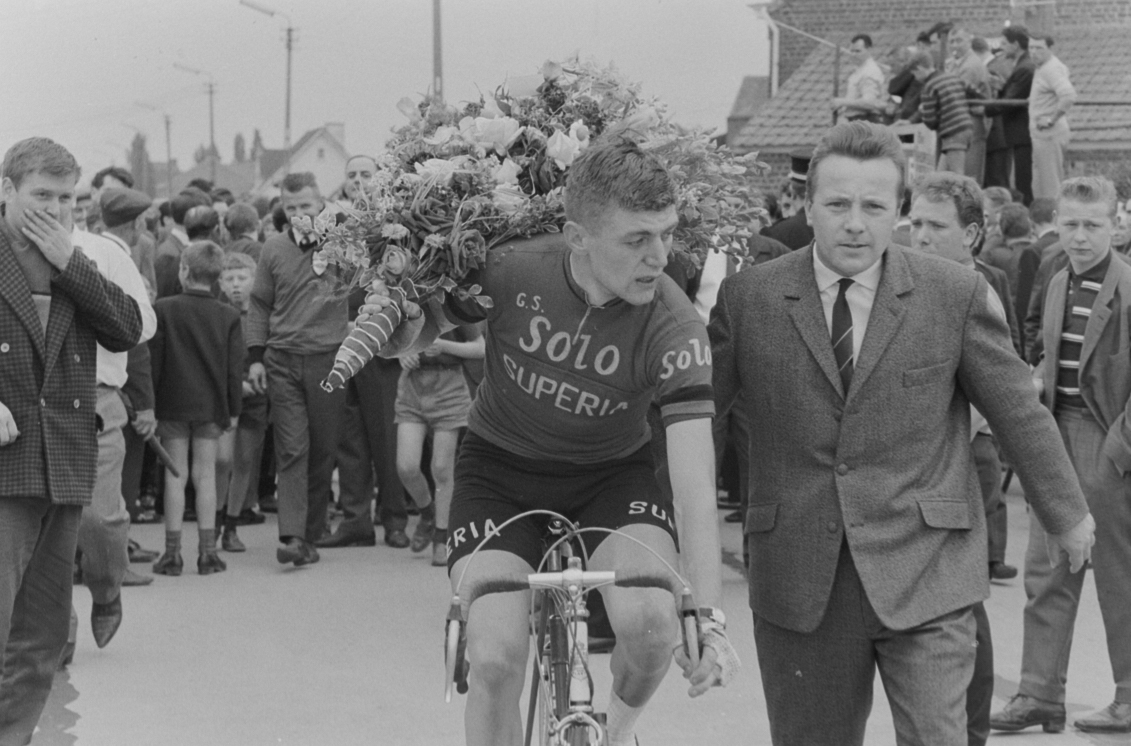
Georges Delvael rijdt weg met de zegebloemen na de podiuceremonie.

1942 · 1943 · 1944 · 1945 · 1946 · 1947 · 1948 · 1949 · 1950 · 1951 · 1952 · 1953 · 1954 · 1955 · 1956 · 1957 · 1958 · 1959 · 1960 · 1961 · 1962 · 1963 · 1964 · 1965 · 1966 · 1967 · 1968 · 1969 · 1970 · 1971 · 1972 · 1973 · 1974 · 1975 · 1976 · 1977 · 1978 · 1979 · 1980 · 1981 · 1982 · 1983 · 1984 · 1985 · 1986 · 1987 · 1988 · 1989 · 1990 · 1991 · 1992 · 1993 · 1994 · 1995 · 1996 · 1997 · 1998 · 1999 · 2000 · 2001 · 2002 · 2003 · 2004 · 2005 · 2006 · 2007 · 2008 · 2009 · 2010 · 2011 · 2012 · 2013 · 2014 · 2015 · 2016 · 2017 · 2018 · 2019 · 2020 · 2021 · 2022 · 2023 · 2024